# Lycoperdon curtisii
Lycoperdon curtisii là loài nấm trong chi Lycoperdon. Nó được mô tả khoa học lần đầu năm 1859 bởi Miles Joseph Berkeley. Vascellum curtisii, mô tả bởi Hanns Kreisel năm 1963, là một đồng nghĩa.

## Hình ảnh

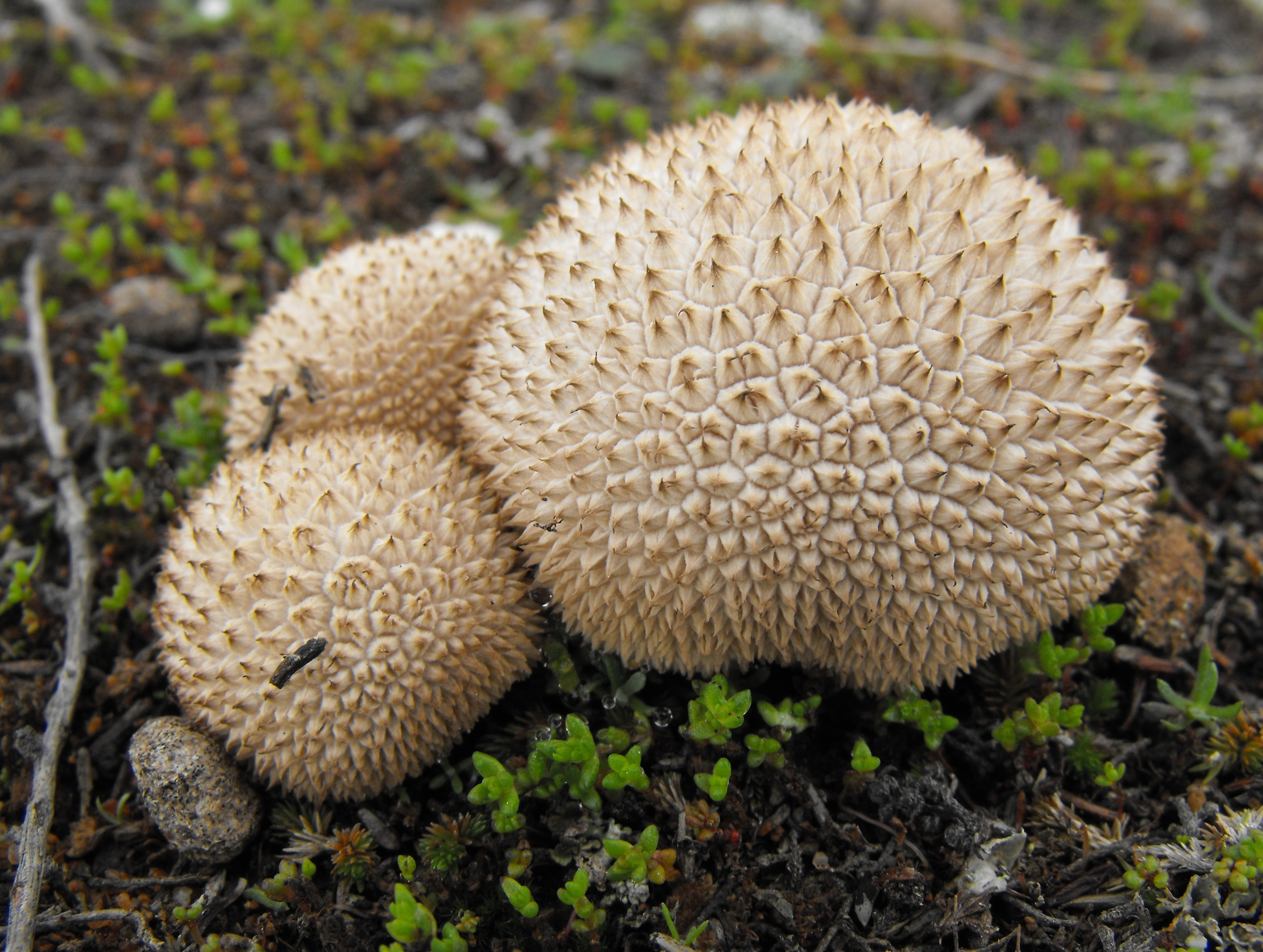